# Front de libération du Québec
Pour les articles homonymes, voir Front de libération.
Le Front de libération du Québec (1963-1972), mieux connu sous le nom de FLQ, est le nom collectif utilisé par plusieurs réseaux clandestins et cellules autonomes qui prônaient l'action directe, souvent violente, pour réaliser ou promouvoir l'indépendance du Québec. Certaines de ces cellules ont été responsables d'actes qualifiés de terroristes,,. Leurs actions, dont près de 300 attentats à la bombe, causèrent dix morts et une quarantaine de blessés. Les cibles des attaques du FLQ comprenaient notamment des entreprises en grève ou en lock-out, des banques, l'armée canadienne, la Gendarmerie royale du Canada, le consulat des États-Unis à Montréal, le ministère du Travail, la bourse de Montréal ainsi que le riche quartier de Westmount, enclave anglophone au sein de la ville de Montréal.

## Contexte
À cette époque, le contexte particulier du Québec donne plusieurs raisons à ce groupe de nature indépendantiste de faire son apparition dans le paysage politique de la province. Sur le plan social, les mauvaises conditions de travail des ouvriers québécois, le déséquilibre économique entre les anglophones et les francophones et la hausse du taux de chômage, sont au nombre des raisons qui ont poussé certaines catégories sociales, tant ouvriers, chauffeurs de taxi qu'intellectuels à se révolter. Puis, sur le plan politique, la montée de la pensée souverainiste et la Révolution tranquille ont contribué à cette montée du FLQ. De plus, les situations politiques de quelques pays d'Europe et d'Afrique ayant acquis leur indépendance ont inspiré et donné espoir aux nationalistes québécois.

## Histoire

### Origine
Le Front de libération du Québec a été fondé au début de l'année 1963 à Montréal par trois individus issus du Rassemblement pour l'indépendance nationale (RIN) et du Réseau de résistance. Selon Gabriel Hudon, le FLQ est né d'un autre mouvement, le Réseau de résistance. Il raconte qu'il est entré en contact avec un groupe radical lors de son implication au sein du RIN. Il a rencontré d'autres membres dans l'appartement d'un individu qu'il surnomme « X ». C'est là qu'il fait la connaissance de Raymond Villeneuve et de Georges Schoeters. À la suite de la réception d'une lettre destinée aux membres du Réseau qui affirme : « si vous ne cessez pas vos activités, la police s'en chargera... », Hudon, Villeneuve et Schoeters se retirent du mouvement pour fonder le Front de libération du Québec. C'est à ce moment que les cofondateurs s'allient aux membres révolutionnaires indépendantistes, formés par le socialiste Raoul Roy. Denis Lamoureux, Pierre Schneider et François Gagnon deviennent donc de facto les cofondateurs de ce mouvement qui allait ébranler le Québec.
Les membres du premier réseau s'organisent et sont entraînés sous l'égide du Belge Georges Schoeters, qui a par la suite été condamné, le 7 octobre 1963, à 10 ans de prison pour son implication au front.

### Première vague
Le Front de libération du Québec frappe pour la première fois dans la nuit du 7 au 8 mars 1963 en attaquant simultanément à la bombe incendiaire trois casernes militaires de Montréal,,. Sur les murs, un sigle peint en rouge : F.L.Q.. Les médias diffusent un bref communiqué revendiquant le triple attentat. Intitulé Avis à la population de l'État du Québec, le communiqué déclare : « L'indépendance du Québec n'est possible que par la révolution sociale». Environ une semaine plus tard, un premier vol de dynamite est commis sur un chantier de construction du métro de Montréal suivi d'un autre sur le chantier de la future station Laurier.
Le 1er avril, l'organisation fait exploser trois bombes : à l'édifice de l'Impôt fédéral, à la gare centrale de Montréal et sur une voie ferrée appartenant au Canadien National,. L'attentat sur cette voie ferrée est découvert avant le passage du train transportant à son bord le Premier ministre du Canada John Diefenbaker. Le 6 avril, 24 bâtons de dynamite sont posés au pied la tour de transmission située sur le mont Royal. Une défectuosité technique empêche l'explosion. Le 12 avril, dans une opération conjointe de la Gendarmerie royale du Canada (GRC) et de la police de Montréal, des dizaines de perquisitions sont effectuées contre des militants indépendantistes. Malgré l'absence de mandat d'arrestation une vingtaine de militants du RIN et de l'Action socialiste pour l'indépendance du Québec (A.S.I.Q.) sont arrêtées, détenus et interrogées notamment Raoul Roy, Édouard Cloutier et Jacques Lucques. L'événement est surnommé la « razzia du Vendredi saint » par les indépendantistes. Le 16 avril, l'organisation diffuse le manifeste d'avril 1963 qui sera ignoré par les médias. Le 19 avril, le RIN et l'ASIQ manifestent devant le quartier général de la GRC à Westmount en protestation contre la razzia. Des charges policières feront des blessés. Durant la nuit suivante, une bombe explose contre un mur du même bâtiment.
Le 21 avril, le FLQ fait son premier mort. Wilfred O'Neil, gardien de nuit, est tué par l'explosion d'une bombe au centre de recrutement de l'Armée canadienne à Montréal,. L'organisation émet un communiqué expliquant que la mort du gardien de nuit était accidentelle : « Une révolution ne se produit pas hélas ! sans que le sang coule. Un homme est mort mais la révolution ne s'arrêtera pas pour cela. »
En mai, deux opérations majeures ont lieu ; le 17, 10 bombes faites de quatre bâtons de dynamite sont déposées dans dix boîtes aux lettres du quartier huppé de Westmount. Cinq des dix bombes explosent vers 3 h. L'Armée canadienne se déploie et lance une inspection générale des boîtes aux lettres de Westmount. Le sergent-major Walter Leja perd un bras en essayant de désamorcer un des engins explosifs trouvé,. Le 20, jour de célébration du Victoria Day, 75 bâtons de dynamite explosent contre un mur de la salle d'armes du 1er bataillon des services techniques de l'Armée canadienne à Montréal (nommé « opération Chénier » en l'honneur de Jean-Olivier Chénier). Le même mois, des bombes explosent également contre un mur de la caserne du régiment des BlackWatch à Montréal, au quartier général de la 11e Unité de service technique de l'Aviation royale canadienne située à Mont-Royal (100 000 $ de dégâts), à proximité des réservoirs de la raffinerie Golden Eagle situés à Pointe-aux-Trembles, à l'édifice des anciens combattants de la Légion royale canadienne à Saint-Jean-sur-Richelieu et une bombe est trouvée et désamorcée au bureau central des postes. A initiative de l'aile gauche de l'organisation, une bombe qui n'est pas amorcée, est déposée au siège social de l'entreprise d'exploitation minière Solbec Copper. Le 7 mai, la ville de Montréal offre 10 000 $ à quiconque fournira des renseignements menant à la capture de membres du FLQ, suivie le 19 mai par le gouvernement du Québec qui offre 50 000 $.
Le 1er juin, une réunion stratégique de huit leaders a lieu à l'appartement du responsable de la propagande, Denis Lamoureux . Il y est décidé d'une réorganisation plus sécuritaire des 35 membres, la création d'un « comité central », la création de cellules spécialisées (hold-up, réquisitions d'armes, attentats à la bombe) et d'une aile militaire distincte nommée l'Armée de libération du Québec (A.L.Q.). Des contacts sont pris dans le but de créer un « camp d'entraînement » au Saguenay-Lac-Saint-Jean. Jean-Jacques Lanciault, un des participants à la réunion était en contact avec la police. Grâce aux informations qu'il fournit, les forces policières arrêtent 23 militants et démantèlent le premier réseau du FLQ. Lanciault touchera la prime de 60 000 $. Un comité d'aide aux détenus, le Comité Chénier, sera créé a l'initiative de Bernard Smith, un des dirigeants du RIN. Le 8 octobre 1963, neuf felquistes sont condamnés à des peines de prison et 5 autres sont en fuite,. Les derniers prisonniers du premier réseau sont libérés fin 1967.
Malgré le démantèlement du réseau et les arrestations, les attentats continuent. Le 13 juillet, une explosion renverse le monument de la reine VictoriaQuébec. Le 22 août, une explosion sous le pont ferroviaire du Canadien Pacifique près de Kahnawake paralyse la circulation fluviale durant quelques heures. Les lettres F.L.Q. sont peintes en rouge sur le pont. Dans la nuit du 25 au 26 août, 700 bâtons de dynamite sont volés sur un chantier de construction de l'autoroute des Laurentides. Le 19 avril, la voie ferrée près de Sainte-Madeleine est dynamitée et une bombe est déposée près du manège militaire de la rue Craig dans le Vieux-Montréal. Deux jours plus tard une bombe est désamorcée par le sergent Léo Plouffe sous le trône de la statue de la reine Victoria à l'université McGill. Début mai, les membres de la cellule responsable du dynamitage de la voie ferrée à Sainte-Madeleine sont arrêtés au lendemain d'un vol de 200 bâtons de dynamite sur un chantier de construction du métro. Des perquisitions menées par la Gendarmerie royale du Canada et la Sûreté du Québec ont lieu à Montréal et dans un chalet de Saint-Damase, près de Saint-Hyacinthe. Jean Castonguay, Omer Latour, Georges Laporte, Jacques Prévost et Normand Hurtubise sont appréhendés. 135 bâtons de dynamite, 35 détonateurs, une machine à polycopier, des tracts et des exemplaires de La Cognée sont retrouvés au chalet. Accusés de possession d'armes et d'explosifs et du dynamitage de la voie ferrée à Sainte-Madeleine, Castonguay et Latour seront condamnés à 4 ans de prison et Laporte à 3 ans.

### Groupe de Résistance du Québec
Une petite cellule indépendante qui prend le nom de Groupe de Résistance du Québec allume plusieurs incendies durant l'été 1963 ; à la caserne des Fusiliers Mont-Royal et à celle du Régiment de Maisonneuve, à l'édifice de la Légion royale canadienne à Laval-Ouest et dans un abri des chemins de fer nationaux sur l'Île Bigras. Le 27 août, 3 membres de la cellule sont arrêtés. L'un des membres est Jacques Lanctôt, 17 ans, qui participera à l'enlèvement de James Cross en 1970. Lanctôt et Guy De Grasse, passeront trois mois et demi à la prison de Bordeaux avant d’être condamnés à deux ans de prison avec sursis et Richard Bros soupçonné d’être le leader sera condamné à 1 an de pénitencier.

### Armée de libération du Québec
Durant l'été, un groupe d'étudiants d'Outremont et un groupe de jeunes travailleurs de l'Est de Montréal s’unissent pour fonder l'Armée de libération du Québec (ALQ). Certains sont issus du Comité de libération nationale et la plupart du RIN ou de l'Action socialiste. Certains ont des liens avec le premier réseau notamment Jean Gagnon et Robert Hudon qui avaient chacun un frère emprisonné.
Le 26 septembre, 5 membres de l'ALQ effectuent un vol à main armée dans une succursale de la Banque royale du Canada et repartent de l'établissement avec 7 000 $. Une chasse à l'homme se déclenche et deux personnes (Jules Duchastel et Claude Soulières) sont arrêtées à Outremont. Ils sont condamnés à deux ans de prison chacun. Le 26 novembre, l'ALQ opère un vol d'équipement de radiodiffusion à la station CHEF de Granby.
Le 30 janvier 1964, entre 7 h 30 et 9 h, l'Armée de libération du Québec réussit un vol d'envergure d'armes et d'équipement à la caserne du régiment des Fusiliers Mont-Royal à Montréal,. 9 employés civils et militaires sont ligotés durant l'opération. Le butin vaut environ 20 000 $,. Le lendemain, des gardes militaires sont postés devant toutes les casernes de la région métropolitaine 24h sur 24.
Le 20 février, de 7 h 46 à 11 h 15, l'ALQ vole des armes et de l'équipement à la caserne du 62e Régiment d'artillerie de campagne à Shawinigan pour une valeur d'environ 25 000 $ : 33 fusils-mitrailleurs FN 7,62, des pistolets, des balles en quantité, 12 émetteurs-récepteurs, une polycopieuse, des uniformes de combat et des casques bleus de l'ONU,. Le poste de communication est entièrement saboté. Le 27 février, des membres de l'ALQ cambriolent une caisse populaire Desjardins à Shawinigan et repartent avec 9 000 $. Fin mars, l'ALQ effectue deux hold-up de financement, dans une caisse populaire de l'est de Montréal (17 500 $) et à la banque provinciale de Rosemère (3 000 $).
Le 9 avril, à la suite d'un hold-up à la mitraillette dans une succursale de la Banque nationale située à Mont-Rolland, la police appréhende Jean Lasalle, Jean Gagnon et René Dion. Un reçu de location mène la police à un garage de l'est de Montréal où se trouve une partie des armes volées à la caserne des Fusiliers Mont-Royal. Des filatures permettent de retrouver d'autres armes, 450 bâtons de dynamite et d'autres choses venant de différents vols dans d'autres caches de l'ALQ à Montréal et dans les Laurentides. Une filature sur Robert Hudon mène la police à une grosse cache où sont trouvés beaucoup d'armes, des manuels techniques de l'armée et une dizaine de bombes artisanales. Le 5 mai, Robert Hudon, est le dernier militant de l'ALQ à être capturé, les autres l'ayant été entre le 21 avril et le 5 mai. Le 8 mai, les 8 membres de l'ALQ comparaissent devant les tribunaux. 50 chefs d'accusation pèsent sur eux. Jean Lasalle, Jean Gagnon, André Wattier et Robert Hudon seront condamnés à 8 ans de prison. Claude Perron et Pierre Nadon eux auront 4 ans. René Dion et Maurice Leduc auront un sursis de sentence à la suite de leur collaboration avec la police. Fondée par trois anciens militaires, l'Armée révolutionnaire du Québec (ARQ) prendra brièvement la relève de l'Armée de libération du Québec.

### Armée révolutionnaire du Québec
En juillet 1964, un camp d'entraînement est créé par l'Armée révolutionnaire du Québec en forêt près de Saint-Boniface.
Le 29 août, 5 membres de l'ARQ commettent une tentative de vol d'armes en plein jour à l'International Firearms, une armurerie de la rue de Bleury à Montréal. Ils se font surprendre par deux policiers en patrouille avertis par un employé. À la suite d'un échange de coups de feu, un policier tua accidentellement Alfred Pinish, le commis du magasin d'armes, et un membre de l'ARQ causa la mort du gérant Leslie McWilliams. Quatre des auteurs du vol sont rapidement capturés, dont François Schirm, blessé d'une balle à la cuisse lors de la fusillade. Le cinquième, Edmond Guénette, parvient à s'enfuir mais est arrêté trois jours plus tard dans le camp de l'ARQ à Saint-Boniface à la suite des aveux de Tardif. Six autres membres sont arrêtés en même temps que Guénette au camp. Jacques Désormeaux, un des leaders du réseau de La Cognée, sera arrêté à Montréal et accusé de complicité après le fait. À l'issue du procès, Schirm et Guénette seront condamnés à mort, un cas unique dans les annales du FLQ. Ils passent trois ans dans les cellules des condamnés à mort et, après un nouveau procès, sont condamnés à la prison à vie. Schirm sera le membre du FLQ-ARQ-ALQ qui aura passé le plus de temps en prison soit près de 14 ans. Edmond Guénette, lui, a purgé 11 ans de prison. Gilles Brunet et Cyriaque Delisle ont été condamnés à la prison à perpétuité et passeront sept ans et sept ans et demi en prison. Deux frères membres d'une cellule de financement qui approvisionnaient notamment en vivres et matériel le camp de Saint-Boniface feront 20 mois de prison.

### 1965
Le 16 février, le Federal Bureau of Investigation (FBI) annonce avoir empêché la réalisation d'un complot du FLQ et du Black Liberation Front qui consistait à dynamiter la statue de la Liberté et d'autres monuments américains. Des arrestations ont lieu des deux côtés de la frontière. Michèle Duclos est arrêtée à New York avec de la dynamite dans sa voiture.
Le 30 avril, une bombe explose au Square Victoria où se trouve l'édifice de la Bourse. Le lendemain, c'est le consulat des États-Unis à Montréal qui est ciblé. Fin mai, des bombes sont posées au siège social de la compagnie d'assurances The Prudential, au bureau central des Postes et sur le chantier de l'Exposition universelle sur l’Île Sainte-Hélène.
Le 14 juin, une bombe est désamorcée au quartier général de la Gendarmerie royale du Canada à Québec. Le premier juillet (fête du Canada), le FLQ fait sauter une puissante bombe contre un mur de l'hôtel de ville de Westmount. Le lendemain, la tour de transmission du poste de radio anglophone CKTS de Sherbrooke explose. Le 28 juillet, explosion au siège social de la Banque Impériale de Commerce. Le 2 août, la voie ferrée près de Sainte-Madeleine est dynamitée de nouveau et une bombe est désamorcée sous un pont ferroviaire du Canadien Pacifique à Bordeaux. Le 22 août, une cellule reliée au réseau de La Cognée est démantelée. Gaston Collin, Lionel Chenette et Normand Allard écopent de deux à quatre ans de prison pour possession de dynamite et pour des attentats à la bombe commis durant les dernières semaines. Ils étaient approvisionnés en dynamite par une cellule du Saguenay-Lac-Saint-Jean.
De nombreux vols d'explosifs ont eu lieu pendant l'été, notamment au chantier de l'Exposition universelle et à la compagnie de papier Price d'Alma au Saguenay où 1 000 bâtons de dynamite sont volés.

#### Commando de La Macaza
À l'été 1965, un groupe de sept anciens militants de l'Armée révolutionnaire du Québec tentent de relancer une branche militaire. Le groupe se compose de deux cellules, l'une de Montréal et l'autre d'Alma.
Le 15 juillet, le groupe campe près de la base militaire de La Macaza, dans la forêt des Laurentides. Ils sont équipés d'armes, de documents sur les techniques de sabotage des lignes électriques et des communications par fil, de plus de 200 cartes militaires détaillées et une trousse médicale complète. Ils ont également en leur possession une copie d'un communiqué annonçant une opération d'envergure qui demande à la population locale de leur venir en aide en cas de besoin,. Averti par des citoyens suspicieux, un groupe de policiers de la Sûreté du Québec débarque au campement armes au poing. Une fusillade éclate, blessant gravement un des felquistes. Trois des felquistes réussissent à s'enfuir en forêt en prenant en otage durant 48 heures l'agent Onil Bourdon. Durant 4 jours, de nombreux policiers et soldats aidés de chiens et d'hélicoptères sont mobilisés pour retrouver les 3 fuyards. Ils se rendront près de Labelle. Les sept militants échapperont aux accusations de complot pour attaquer la base militaire mais seront condamnés pour diverses autres accusations. Six d’entre eux écoperont de peine de prison et le dernier, Serge Bourdeau, a bénéficié d'un sursis.

### 1966 (organisation Vallières-Gagnon)
En décembre, l'organisation Vallières-Gagnon, dont plusieurs membres sont issus du Mouvement de libération populaire, entre en activité. Elle s'organise en 3 réseaux de cellules (Propagande, Action et les Comités populaires de libération) sous la direction d'un comité central de sept membres dont les 3 responsables des réseaux.
Le réseau Propagande, va diffuser des éditions syndicale et étudiante de La Cognée et cinq numéros d'un bulletin interne nommé L'Avant-Garde. À l'été 1966, l'organisation qui compte environ une centaine de militants sort 2 numéros d'une « édition populaire » de La Cognée.
Dans la nuit du 3 au 4 avril, un vol de cinq caisses de dynamite et de détonateurs a lieu à la carrière de Stukely-Sud près de Waterloo en Estrie. Dans la nuit du 15 au 16 avril, une vingtaine de carabines, des munitions et de l'équipement militaire (dont des uniformes) sont volés au Collège Mont-Saint-Louis à Montréal. Le premier mai, un hold-up au cinéma Élysée rapporte près de 2 500 $. Le 5 mai, un colis piégé est déposé à l'usine de chaussures La Grenade de Montréal en soutien à une longue grève. Malgré un appel téléphonique d'avertissement, il cause la mort de la secrétaire Thérèse Morin. Le 22 mai, une bombe est posée à l'usine de la Dominion Textile à Drummondville. Le 3 juin, une bombe explose au Centre Paul-Sauvé lors d'une assemblée du Parti libéral du Québec à laquelle participe le premier ministre du Québec Jean Lesage. Le 14 juillet, le jeune Jean Corbo décède lors de l'explosion de la bombe qu'il pose à l'usine de la Dominion Textile dans le quartier Saint-Henri de Montréal,. Sa mort provoquera la fin du réseau d'action qui cesse ses activités.
Le 15 juin, premières arrestations dans l'organisation Vallières-Gagnon quand Robert Lévesque et Réjean Briggs sont capturés. Ils ont été dénoncés par le sergent Robert Marchand avec qui ils avaient établi un contact en préparant un vol d'armes à la caserne du 2e Bataillon de service de l'Armée. Lors de perquisitions quelques armes et du matériel volés au Collège Mont-Saint-Louis, des explosifs et divers documents du F.L.Q. sont retrouvés. Ils seront acquittés de l'accusation de conspiration pour vol à main armée mais Robert Lévesque sera condamné deux ans plus tard à 7 ans de prison pour le vol d'armes au Collège Mont-Saint-Louis et des attentats à la bombe,. Le 27 août, Gérard Laquerre, Rhéal Mathieu et Claude Simard sont capturés lors d'une tentative de braquage au cinéma Jean-Talon. Les sergents-détectives Julien Giguère et Marcel Allard de l'escouade antiterroriste font craquer Rhéal Mathieu qui parlera. Le capitaine-détective Jean-Jacques Parizeau supervisera l'enquête qui avance rapidement. Au 15 septembre, une quinzaine de militants de plus ont été capturés. En novembre, des citoyens forment le Comité d'aide au groupe Vallières-Gagnon.
Le 25 septembre, Pierre Vallières et Charles Gagnon, qui étaient au États-Unis pour créer des liens avec les groupes révolutionnaires locaux, font du piquetage devant le siège de l'Organisation des Nations unies à New York. Ils sont arrêtés et emprisonnés à Manhattan. À la suite de leur emprisonnement, ils font une grève de la faim de 30 jours. Depuis sa cellule, Pierre Vallières écrit Nègres blancs d'Amérique, dans lequel il compare les Québécois en lutte pour l'indépendance et les Afro-Américains en quête de droits civiques,. Leur extradition a lieu en janvier.

### 1967
Le 1er janvier 1967, une bombe explose dans une boîte aux lettres devant les bureaux montréalais de l'Anglo-American Trust qui voit ses vitres détruites. Le 12 septembre, deux bombes sont désamorcées au MacDonald High School de Sainte-Anne-de-Bellevue dans le West Island. Le 16 octobre, première bombe, en appui à la grève chez Seven-Up, de la cellule du pompier Georges Dubreuil.
En novembre, parution du premier numéro de La Victoire qui remplace La Cognée disparue au printemps. Ce numéro de dix pages ronéotypées diffère de La cognée par ses textes plus techniques et moins théoriques. Par exemple sur la manière de fabriquer des bombes et des cocktails Molotovs et l'incitation à s’armer.
En décembre, une quarantaine de fusils de gros calibre, des revolvers, des munitions et des télescopes sont volés dans une armurerie du Cap-de-la-Madeleine. Les cambrioleurs laisseront une note : « Merci. F.L.Q. ».

### 1968-1969 (réseau Geoffroy et cellule Dubreuil)
De mai 1968 à mars 1969, un réseau bombe comptant au moins 3 cellules et dirigé par l'ex militant du Rassemblement pour l'indépendance nationale Pierre-Paul Geoffroy, commet plus de 30 attentats à la bombe. La cellule indépendante du pompier Georges Dubreuil sera elle responsable d'une quinzaine d’attentats à la bombe en 1968-1969.

#### 1968
Le 20 août, trois charges de dynamite explosent presque simultanément à Montréal. Deux en appuient a la grève de la Société des alcools du Québec et une a l'usine de la Victoria Precision Works qui est en grève également.
En septembre, explosion à l'arrière de la résidence du directeur de la prison de Bordeaux en appui à la grève de la faim de Vallières-Gagnon et à deux succursales de la Société des alcools du Québec. Une bombe est désamorcée près d'une autre succursale de la Société des alcools du Québec et près de la caserne du régiment des BlackWatch. Une bombe est également trouvée au pied du monument de John A. Macdonald au square Dominion.
En novembre, des bombes visent la gare centrale des chemins de fer nationaux, l'immeuble de la Chambre de commerce du Montréal métropolitain et du Board of Trade, le siège social de la Domtar, l'usine Lord, l'usine de la Canadian Structural Steel, la Crèmerie Crète, une succursale de la Société des alcools du Québec et un grand magasin anglophone de la chaîne Eaton (25 000 $ de dégâts). Le 27 novembre, une auto-patrouille de la police de Montréal explose au garage de Trans-Island Motors.
Le premier décembre, la cellule Dubreuil fait exploser une bombe près de la résidence du directeur de l'usine Lord. Le 12, une bombe est désamorcée près de la maison du président de la Canadian Structural Steel. La nuit suivante, le réseau Geoffroy frappe à Westmount chez le propriétaire de la Murray Hill et un administrateur de la Domtar. Le 14, trois explosions ont lieu sur la Rive Sud, en appui à la grève de la compagnie d'autobus Chambly Transport. L'une d'elles vise la maison du PDG, Charles-Édouard Senécal. Les deux autres visent des garages.
Le 31 décembre, une puissante bombe explose à l'hôtel de ville de Montréal en réponse à la prime de 10 000 $ à quiconque fournira des renseignements sur les auteurs de la vague d'attentats en cours. Une autre bombe est neutralisée au même endroit. Des bombes explosent également à l'édifice de l'Impôt fédéral et dans une boîte aux lettres près de l'immeuble du Secrétariat d'État à Ottawa.

#### 1969
Le 2 janvier 1969, trois bombes sont déposées dans des boîtes aux lettres près d'édifices fédéraux de la capital fédéral. Le 8, puissante explosion près de la maison du chef de la police municipale en réponse à des attaques verbales. Le 21, une explosion fait pour plus de 100 000 $ de dégâts au siège de la Fédération canadienne des associations indépendantes boulevard Crémazie. Le 24, un rare attentat en plein jour fait pour plus de 50 000 $ de dégâts au siège de la Noranda Mines. Le 8 février, nouvelle bombe au siège du ministère du Travail. Le 10 et 11, explosion contre deux cibles déjà visées en 1963. À l'Unité des services techniques de l'Aviation militaire canadienne située à Mont-Royal et à la caserne militaire de la rue Cathcart à Montréal.
Le 13 février 1969, une superbombe du Réseau Geoffroy explose à la Bourse de Montréal. L'attentat fait 27 blessés et un million de dollars de dégâts,,. La police de Montréal réagit en installant durant plusieurs jours des barrages routiers pour fouiller les automobiles et interpelle les citoyens pouvant porter des bombes. Un communiqué du Réseau Geoffroy sera envoyé aux médias mais seul le Journal de Montréal le publie. Cet attentat va faire beaucoup réagir. Le Premier ministre du Québec, Jean-Jacques Bertrand, déclare solennellement : « Nous ne relâcherons pas nos efforts tant que le dernier des anarchistes en liberté n'aura pas été capturé. ». Le chef du parti québécois va émettre une longue déclaration condamnant fortement l'attentat. « De saboteurs qu'ils étaient, ils sont maintenant prêts, avec une lâcheté anonyme, à assumer le rôle de meurtriers. » déclare-t-il. Le nouveau président du Conseil central de Montréal de la Confédération des syndicats nationaux. Michel Chartrand déclare : « Les terroristes n'ont pas engendré la violence, c'est elle qui les a engendrés. Il y en a parmi eux qui ne font que se défendre contre la violence qu'on leur impose depuis des générations. Cette violence, c'est celle du système capitaliste qui oblige les travailleurs à vivre dans la pauvreté, qui les accule à l'insécurité et au chômage. ».
Le 4 mars, lors d'une perquisition de routine dans l'appartement de Pierre-Paul Geoffroy, environ 200 bâtons de dynamite, une centaine de détonateurs et deux bombes non amorcées sont trouvés. Geoffroy avouera son implication dans une quinzaine d'attentats à la bombe mais refuse de donner le nom des autres membres du réseau. Il sera accusé de 31 attentats à la bombe perpétrés au cours de 1968 et au début de 1969. Pour protéger ses camarades, il plaidera coupable aux 129 chefs d'accusation déposés contre lui et est condamné à 124 peines d'emprisonnement à perpétuité,. Il sera l'un des 23 détenus dont le FLQ demande la libération en échange de celle du diplomate James Richard Cross. Après 12 ans d'incarcération, il est libéré sous conditions le 15 février 1981.
Deux membres de la cellule de Geoffroy, Pierre Charette et Alain Allard s'enfuiront aux États-Unis, où ils trouvent refuge chez des membres du Black Panther Party puis chez des militants contre la guerre du Vietnam notamment chez Sam Melville,,,. Ils ont par la suite détourné vers Cuba un Boeing 727 de la National Airlines effectuant le trajet New York-Miami, où les deux pirates de l'air ont rejoint Bachand et Raymond Villeneuve et demandé asile. Après 10 ans d'exil, ils reviendront au Québec en 1979 et seront condamnés à 6 mois de prison pour leurs participations à des attentats attribués au Réseau Geoffroy. Leur extradition demandée par les États-Unis a été rejetée en 1984 et en 1987. Deux autres membres du Réseau Geoffroy, Normand Roy et Michel Lambert, participeront à la mise sur pied d'une Délégation extérieure du FLQ à Alger avec Raymond Villeneuve. En tournant un film sur la Résistance palestinienne, le journaliste Pierre Nadeau a rencontré Roy et Lambert à l'entraînement dans les montagnes du nord de la Jordanie, à 27 km d'Amman. Les deux militants du FLQ terminaient un stage de formation dans un camp de l'Organisation de libération de la Palestine. Sous les noms de guerre, Selim et Salem,.
Le 2 mai, une charge de dynamite explose au siège social de l'Association des entrepreneurs en construction à Montréal en appui aux travailleurs du bâtiment en grève. Le 27 mai, la cellule Dubreuil fait sauter trois bombes sur des chantiers de la compagnie Nord Construction sur l’Île de Montréal. Le 7 juillet, la cellule Dubreuil frappe à nouveau en déposant des bombes, qui font de gros dégâts, aux bureaux de 5 entrepreneurs en construction Montréalais.
Le 15 juin, en réaction à l'invitation faite au Premier ministre du Canada, Pierre Elliott Trudeau, de présider les cérémonies de la Fête nationale du Québec, le flq fait sauter une bombe qui cause 30 000 $ au siège de la Société Saint-Jean-Baptiste  de Sherbrooke. La Société retirera son invitation. Un communiqué de revendication du flq affirme qu'il « poursuit sans relâche la lutte de décolonisation et de libération du peuple québécois, la lutte pour une indépendance véritable qui ne s'obtient que par une révolution globale. ».
Plusieurs bombes explosent en août. Au siège du ministère du Travail (troisième attentat en un an), au siège social de la compagnie de prêts Industrial Acceptance Corporation (IAC) à Ville Mont-Royal et à l'édifice de l'Impôt fédéral à Montréal. Le 17, le flq frappe à Québec à l'édifice du ministère du Travail. Début août au Lac Saint-Jean, 250 bâtons de dynamite sont trouvés dans une cache près de Chicoutimi avant une visite du Premier ministre Pierre Elliott Trudeau à Roberval.
Le 12 décembre, premier d'une trentaine de hold-up réalisé par la cellule de l'ancien membre de l'Armée de libération du Québec Robert Hudon. Cette cellule est liée à une cellule au Saguenay-Lac-Saint-Jean créée par Réjean Tremblay, un autre ex Felquiste. Le 22 décembre, le flq fait exploser un camion de Postes Canada dans le quartier Rosemont à Montréal.

### 1970 (Réseau Lanctôt-Rose)
Durant l'automne 1969, Paul Rose et Jacques Lanctôt mettent en place un nouveau réseau constitué d'une douzaine de personnes. Ces dernières, puisqu'elles ce sont regroupées autour de l'un ou l'autre des deux hommes, finirent par former deux cellules distinctes. Celle de Rose est alors connue sous le nom de «Gang de la Rive-Sud» et se concentre principalement sur le financement ainsi que la diffusion et l'organisation des informations. Jacques Lanctôt, qui a fréquenté des groupes radicaux très jeune, notamment les premières cellules du FLQ avec qui il a posé des bombes, et qui est admiratif de figures révolutionnaires comme Fidel Castro et les Tupamaros (mouvement politique uruguayen d'extrême gauche), était quant à lui plutôt pressé de passer à l'action. Ces divergences quant aux méthodes d'action éloignent les deux hommes et, du même coup, les deux nouvelles cellules du FLQ. L'historien Louis Fournier, qui réfère aux deux groupes sous le nom «Lanctôt-Rose», les inscrit dans la filiation des réseaux Vallières-Gagnon et Geoffroy, de par le fait qu'ils sont à la fois indépendantistes et socialistes. Le groupe de Paul Rose, en plus de Jacques Rose (22 ans), mécanicien aux ateliers des chemins de fer nationaux (CN) et de Francis Simard (22 ans), militant ayant travaillé comme apprenti électricien au CN, est également constitué d'Yves Langlois (22 ans), un sténographe de la Cour supérieure du Québec et spécialiste en faux papiers, Lise Balcer (21 ans), étudiante et militante (et arrière-petite-fille du premier ministre Honoré Mercier), Claude Morency (20 ans), un journalier, et Bernard «Ben» Lortie (18 ans), un jeune gaspésien rencontré à la Maison du pêcheur.
Plus tard, Yves Langlois rejoindra la cellule de Jacques Lanctôt (Cellule Libération), Lise Balcer décidera de quitter l'organisation avant les enlèvements (elle retourne alors en Gaspésie) et Claude Morency sera arrêté avant de pouvoir s'impliquer au sein de la cellule menée par Paul Rose (Cellule de financement Chénier). Initialement, ce «groupe de Longueuil» se rencontre chez les Rose afin de discuter des stratégies à mettre en place. En vue d'éventuelles actions, la cellule de Paul Rose met sur pied un système de financement basé sur des fraudes aux dépens de l'American Express, des braquages (qu'ils appellent parfois des «réquisitions») et d'autres escroqueries. Cet argent leur permet d'acheter des véhicules, des maisons et éventuellement des armes.
En janvier 70, dans le but de créer une éventuelle prison du peuple pour d'éventuels otages ainsi qu'un camp d’entraînement, une ferme est achetée à Sainte-Anne-de-la-Rochelle, en Estrie, par le groupe de Paul Rose. L’argent utilisé pour cet achat vient de divers vols à main armée. Le 15 janvier, un vols d'explosifs a lieu à Saint-Paul d'Abbotsford, sur la Rive-Sud de Montréal.
Le 26 février 1970, Jacques Lanctôt et Pierre Marcil sont arrêtés pour une vérification de routine par des policiers qui découvrent une carabine  à canon tronçonné dans leur camionnette de location. Ils sont libérés sous caution mais des mandats d'arrestation sont émis contre eux un mois plus tard. La police affirme qu'ils montaient un complot pour l'enlèvement de Moshe Golan, consul d'Israël,. Pierre Marcil est arrêté et Lanctôt passe à la clandestinité. Le même mois, 150 livres de dynamite sont volées à la carrière Dominion Lime à Saint-Bruno-de-Montarville.
En mars, Paul Rose loue la Maison de la rue Armstrong à Saint-Hubert pour servir de base à des opérations de financement du FLQ. Le 18 mars, après un vol à l'étalage, la police procède à des arrestations et des perquisitions à l'endroit d'étudiants du Cégep du Vieux-Montréal et de l'Université du Québec à Montréal (UQÀM) qui gravitent autour des activités du FLQ. L'un d'entre eux, Jean-Marc Lafrenière (la «source 945-168»), sera, sous la menace, l'un des principaux informateurs de la police de Montréal durant les évènements d'Octobre. Bien que notable, cet incident n'aura toutefois pas de répercussions immédiates sur les groupes de Rose et Lanctôt.
Le 28 mai, le réseau Rose-Lanctôt fait main basse sur 60 000 $ lors d’un hold-up à la Caisse populaire de l’Université de Montréal.
Au début de juin, le réseau Lanctôt-Rose loue un chalet à Prévost dans les Laurentides et un appartement boulevard Henri-Bourassa, dans le nord-est de Montréal. On y prépare l'Opération Libération, soit l'enlèvement du consul américain à Montréal. André Roy, avec l'aide de Jacques Lanctôt qui rédige un manifeste.
Grâce à des informations venant d'un étudiant de l'université à la suite d'une prime de 50 000 $ offerte par le gouvernement du Québec, l'enquête sur le hold-up à l'Université de Montréal mène sur la piste d'André Roy qui avait loué le chalet à Prévost. Le 21 juin, un raid ciblé sur le chalet de Prévost mène à quatre arrestations et la saisie de trois carabines  à canon tronçonné, des revolvers, des munitions, des cagoules, des menottes, du matériel pour la fabrication de bombes (détonateurs et mécanismes d'horlogerie) et la moitié de la somme volée,. Deux arrestations de plus ont lieu à Montréal. Des perquisitions à Laval et Montréal permettent à la police de récupérer une polycopieuse Gestetner, du papier à l'entête du F.L.Q., des exemplaires d'un manifeste de revendication et 350 livres de dynamite. 44 chefs d'accusation dont celui de conspiration pour enlever le consul américain seront déposés contre les trois hommes arrêtés au chalet,. Les trois autres personnes sont relâchées faute de preuve. Un plan trouvé au chalet de Prévost mène la Sûreté du Québec à la ferme de Sainte-Anne-de-la-Rochelle qui est perquisitionnée le 22 juin. Le lendemain de la descente à Prévost, la Sureté du Québec (SQ) perquisitionne cette base du FLQ en Estrie. Malgré le fait que plusieurs militants du réseau Lanctôt-Rose s'y trouvent, ils s'identifient sous de faux noms et la police ne procède à aucune arrestation. Jacques Lanctôt, Paul Rose, Jacques Rose et Lise Balcer, cachés dans un grenier, leurs passent sous le nez. Même s'ils évitent le pire, les militants felquistes savent alors que la ferme de Sainte-Anne-de-la-Rochelle est désormais compromise. Ne formant plus qu'une seule unité, ils mèneront désormais leurs opérations à partir de la maison sur la rue Armstrong, à Saint-Hubert. Pendant ce temps, François Lanctôt, André Roy et Claude Morency sont traduits en cour sous 44 chefs d'accusation, notamment pour conspiration visant à enlever le consul américain, et demeurent emprisonnés.
Parallèlement aux préparatifs de l'Opération Libération, d'autres cellules font exploser plusieurs bombes au début de l'été 70. Une opération majeure a lieu le 31 mai où une demi-douzaine de bombes explosent près de résidences de la bourgeoisie anglophone montréalaise à Westmount. Le 24 juin, une bombe explose contre un mur du quartier général du ministère de la Défense à Ottawa, tuant une fonctionnaire fédérale. D'autres bombes explosent aux Immeubles Simard à Sorel-Tracy, près d'une succursale postale à Montréal, à un bureau de poste de Sainte-Thérèse, sur un terrain de la raffinerie Pétrofina à Pointe-aux-Trembles et au siège social de la compagnie d'assurances Wawanesa à Mont-Royal. La nuit du 12 juillet, une puissante bombe est désamorcée au siège social de la Banque Royale du Canada rue Saint-Jacques à Montréal, « la plus grosse bombe de fabrication artisanale jamais déposée par des terroristes en Amérique du Nord », selon les termes du sergent-détective Robert Côté. La dernière bombe de l'été est désamorcée le 16 juillet contre un mur de l'hôtel Victoria où loge le chef libéral. En juillet, un jeune felquiste est condamné à 3 ans de prison pour cinq incendies criminels dans des édifices publics et des établissements commerciaux du Saguenay-Lac-Saint-Jean.

#### Crise d'Octobre
À la fin de l'été 1970, les évènements s'accélèrent. Après avoir pris le temps de se relever du coup dur subi en juin, les militants felquistes sont de plus en plus résolus à passer à l'action. Ils se réunissent à la maison de la rue Armstrong et, après avoir dressé le bilan des opérations et du contexte politique, se penchent sur les dossiers de divers diplomates susceptibles d'être enlevés. Alors que les débats durent toute la nuit, d'importantes divergences font surface. En effet, alors que Jacques Lanctôt, qui vit clandestinement depuis mars et dont le frère François est emprisonné, veut rapidement passer à l'action, Paul Rose est plutôt attentiste, estimant que les moyens logistiques à leur disposition ne peuvent pas soutenir une opération d'envergure.
Les neuf militants passent donc au vote : les partisans du passage à l'acte l'emporte par cinq voix contre quatre. Ces divergences sont à l'origine de la séparation du groupe en deux cellules distinctes : la «cellule Libération», menée par Jacques Lanctôt et la «cellule de financement Chénier» menée par Paul Rose.
Pendant que la cellule cellule Libération se prépare à passer à l'acte, la cellule Chénier s’attelle à munir l'organisation des moyens nécessaires à ses ambitions. Pour ce faire, le 24 septembre 1970, Paul Rose, son frère Jacques, sa mère Rose, sa sœur Claire ainsi que Francis Simard partent aux États-Unis afin d'amasser de l'argent par le biais de fraudes et tentent sans succès de se procurer des armes au Texas. Rose et Claire Rose, qui ne sont pas au fait des opérations en cours, leur servent de couverture.
Le 5 octobre 1970, les membres de la cellule Libération enlèvent le commissaire commercial britannique James Richard Cross à sa maison de Westmount. Les membres de la cellule de financement Chénier enlèvent spontanément le vice-premier ministre et ministre du Travail québécois, Pierre Laporte, 5 jours plus tard.
Après l'enlèvement de James Cross, la cellule Libération diffuse une liste de demandes pour la libération du diplomate britannique, :
1. La fin des fouilles et des enquêtes policières, afin de retrouver l’otage.
2. Le manifeste politique du Front de libération du Québec doit apparaître en pleine première page de tous les importants journaux du Québec. La diffusion doit aussi se faire dans toutes les régions. De plus, le manifeste doit être lu au complet, puis commenté par les prisonniers politiques avant leur départ, durant un programme télévisé durant au moins 30 minutes et diffusé entre 20 h et 23 h sur les ondes de Radio-Canada et ses stations affiliées en province.
3. La libération des prisonniers politiques Cyriaque Delisle, Edmond Guenette, François Schirm, Serge Demers, Marcel Faulkner, Gérard Laquerre, Robert Levesque, Rhéal Mathieu, Claude Simard, Pierre-Paul Geoffroy, Michel Loriot, Pierre Demers, Gabriel Hudon, Robert Hudon, Marc-André Gagné, François Lanctot, Claude Morency, André Roy, Pierre Boucher et André Ouellette. De plus, les femmes et enfants des prisonniers politiques peuvent les rejoindre s'ils le désirent. Finalement, les prisonniers politiques André Lessard, Pierre Marcil et Réjean Tremblay, présentement en probation, peuvent se joindre à leurs camarades et quitter le Québec s'ils le désirent.
4. Un avion doit être rendu disponible pour transporter les prisonniers politiques à Cuba ou en Algérie, dès qu'une entente aura eu lieu avec un de ceux-ci. De plus, ils doivent pouvoir être accompagnés par leurs avocats respectifs et par au moins deux journalistes politiques de deux quotidiens francophones du Québec.
5. Les « gars de Lapalme » doivent être réembauchés, dans les prochaines 48 heures.
6. Une taxe volontaire de 500 000 $ en lingots d'or devra être placée à bord de l'avion contenant les prisonniers politiques.
7. Le nom et la photo du délateur qui a mené à l'arrestation de la dernière cellule du FLQ, en 1969, doivent être rendus public et publiés.

À la suite des enlèvements, à la demande du Premier ministre du Québec (Robert Bourassa) et du maire de la ville de Montréal (Jean Drapeau), le Premier ministre du Canada (Pierre Elliott Trudeau) met à la disposition du gouvernement du Québec l'armée pour appuyer les forces policières et invoque la Loi sur les mesures de guerre. Cette loi n'a été invoquée auparavant qu'à trois reprises dans l'histoire du Canada et proclamée seulement en temps de guerre, en 1914 et en 1941 (elle a toutefois été invoquée en 1918, après l'Armistice, mais avant sa prorogation, pour réprimer une grève à Winnipeg). La Loi sur les mesures de guerre met en suspens l'application de la Déclaration canadienne des droits de l'homme et accorde aux autorités des pouvoirs étendus dont celui de procéder à des arrestations et à des détentions préventives. Le nombre des arrestations est estimé à 457 personnes. On compte, parmi les personnes arrêtées injustement, des artistes (comme Pauline Julien, par exemple), des militants politiques, des syndicalistes... Le gouvernement du Québec indemnisera par la suite les victimes des arrestations injustifiées.
La police finit par découvrir l'endroit où les ravisseurs retenaient le diplomate. Sa libération fut négociée et le 3 décembre 1970, la requête de cinq des terroristes d'un sauf-conduit vers Cuba par le Gouvernement du Canada, après l'approbation de Fidel Castro, est acceptée.
Quatre semaines après que les ravisseurs de James Cross aient été retrouvés, les ravisseurs de Pierre Laporte sont retrouvés dans le sous-sol d'une maison de campagne. Ils sont jugés et condamnés pour enlèvement et meurtre.

### Dernière vague (1971)

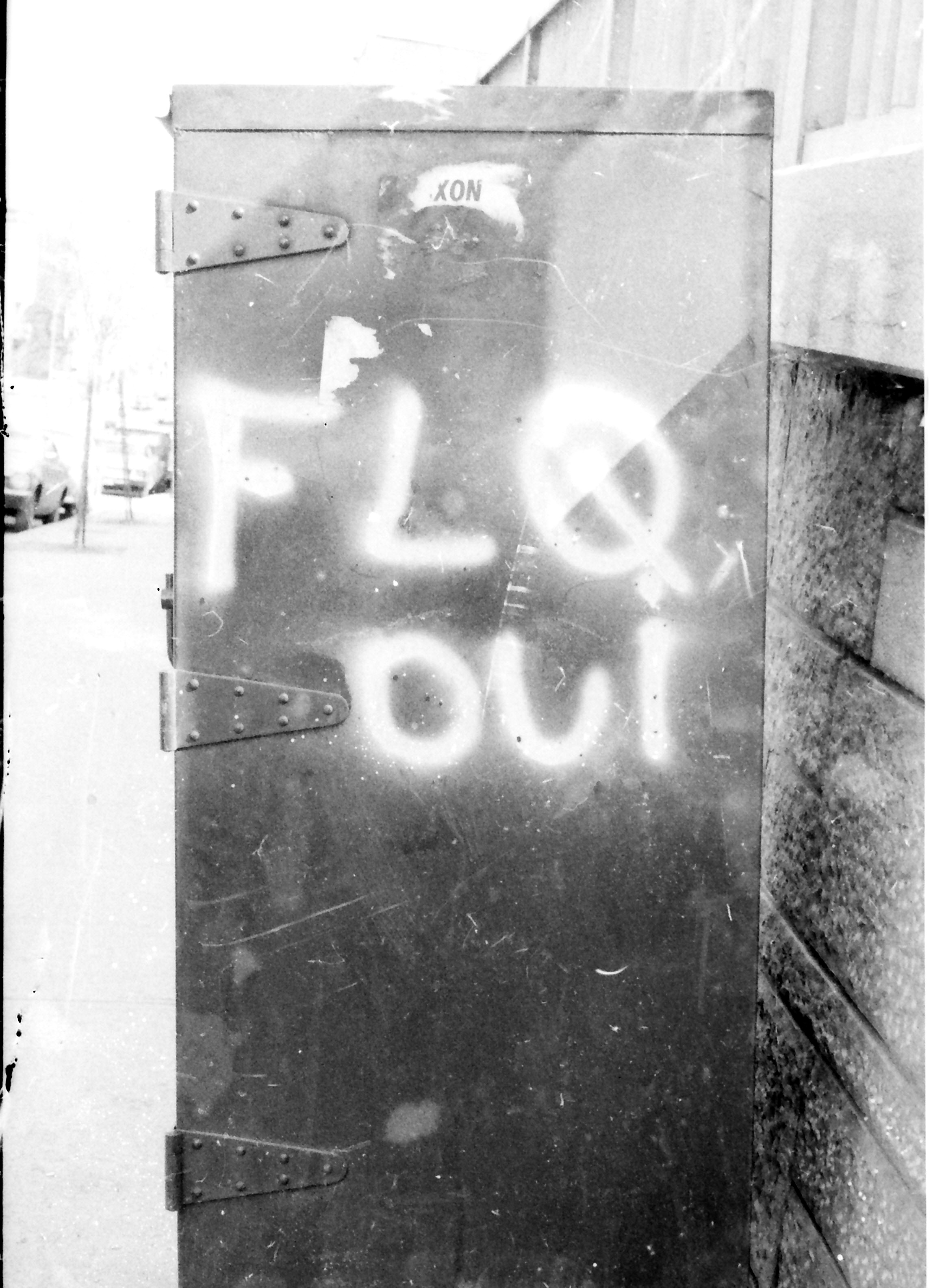
Boite à lettre avec les lettres FLQ en 1971

Le 8 janvier, première bombe d'une petite cellule isolée qui sera responsable d'une quinzaine d’attentats à la bombe en 1971-1972, la cellule indépendante du jeune Reynald Lévesque.

#### Groupe de Bellefeuille
D'août à septembre, un groupe basé dans une ferme à Bellefeuille commet plusieurs actions. Les 22 et 23 août, une série de vols (30 radios émetteurs-récepteurs, équipements de camping, trousses médicales…) a lieu dans des casernes de la Protection civile de six villes du Québec. Le 3 septembre, une bombe, posée par Pierre-Louis Bourret, fait pour plus de 300 000 $ de dommages dans un central téléphonique de Bell Canada à Dorion. Au même moment François Séguin et deux complices volent une banque à Hudson. Le lendemain, la cellule de Reynald Lévesque fait exploser une bombe à l'école Sainte-Rita d'Ahuntsic, à Montréal.
Le 10 septembre 1971, Gérard Pelletier et deux sympathisants sont arrêtés lors d'une tentative de hold-up à la mitraillette d'une Banque Royale à Rosemont,. Les deux sympathisants sont des spécialistes du hold-up évadés du pénitencier d'Archambault. Deux afro-américains en exil des Black Panthers qui attendaient dans une voiture vont engager une fusillade avec la police et blesser grièvement l'agent Jacques Chartrand. Le 15 septembre, Fernand Roy et Serge Nadeau sont surpris en flagrant délit dans un garage où étaient stationnés des véhicules de la police de Montréal. Ils entrent dans la clandestinité dès leur liberté sous caution.
Le 24 septembre 1971, dans le petit village de Saint-Henri-de-Mascouche à l'est de Montréal, un commando, du FLQ composé de six hommes et deux femmes effectue une opération inspirée des techniques de guérilla urbaine des Tupamaros,. Deux membres du commando coupent les câbles téléphoniques, trois autres neutralisent les policiers présents au poste de police et débranchent le système de communication radio et les trois derniers volent 7 500 $ à la Caisse Populaire locale,. Lors de leur départ, certains felquistes sont pris en chasse par deux citoyens de Mascouche dont l'un est un ancien militaire, armé d'une carabine, un dénommé Allard qui leur tire dessus,. Pierre-Louis Bourret est blessé à la tête durant la course poursuite et meurt le lendemain à l'hôpital du Sacré-Cœur de Montréal,.
Les 4 et 5 octobre, un important coup de filet policier a lieu à Montréal. 5 felquistes sont arrêtés. Des armes, des munitions, des détonateurs, des radios émetteurs-récepteurs et du papier officiel du F.L.Q. seront saisis à diverses endroits de Montréal lors de perquisitions.

### Dernières bombes
En décembre 1971, la cellule de Reynald Lévesque a revendiqué dans un communiqué avoir frappé 5 cibles à Montréal en une fin de semaine. Des bombes qui ont explosé sous la cadillac d'un représentant patronal à l'usine d'embouteillage Lucky One qui est en grève, à l'entreprise de rembourrage Rémi Carrier, à deux succursales des Postes canadiennes à Westmount et un camion postal à un dépôt de la rue Hochelaga, en signe d'appui à la lutte des « gars de Lapalme ». Le même mois, la Délégation extérieure du F.L.Q. en Algérie obtient une reconnaissance officielle du Front de libération nationale, une aide financière et un petit local situé au numéro 20 rue Dirah, dans le quartier d'Hydra à Alger. L'un des fondateurs du FLQ Raymond Villeneuve (porte-parole du F.L.Q. en exil) et Normand Roy assurent la permanence. La Délégation ferme à l'été 1972.
Le 26 janvier 1972, la police désamorce une bombe au plastie à l'entrée du building de la Banque canadienne impériale de commerce. Deux jours plus tard, une bombe explose près de l'édifice de La Presse qui est en lock-out.
Le dernier attentat à la bombe attribué au Front de libération du Québec a eu lieu le 5 mai 1972 à la Casa d'Italia de Montréal par la cellule de Reynald Lévesque. Par la suite, cette cellule concentrera son action sur des hold-up de financement en vue de préparer un « grand coup ».

### Dernières arrestations
En mai 1972, la force anti-terroriste arrête les membres de deux cellules felquistes inactives. Après une longue enquête menée notamment par le sergent-détective Michel Doré, trois membres (Louis Beaulieu, Michel Viau, et Christian Leguerrier) d'une cellule reliée au réseau Saint-Henri(inactif ou presque) sont arrêtés durant la nuit du 25 au 26 mai 1972. Un petit arsenal est découvert dans un garage de la rue des Écores dans l'est de Montréal. Une mitraillette de marque STEN, modèle Mark II calibre 9 mm, et 50 cartouches, ainsi que des preuves de fraudes pour recueillir de l'argent sont aussi trouvées chez Viau. Viau et Leguerrier écopent de sentences suspendues alors que Beaulieu est libéré faute de preuves. L'autre cellule est celle de Georges Dubreuil qui est allé se livrer lui-même à la police lors d'un épisode dépressif. Cinq autres membres de sa cellule sont arrêtés grâce à lui. Georges Dubreuil sera tenu responsable, à lui seul, d'une dizaine d'attentats à la bombe.
Début juin 1972, François Lanctôt qui vivait en clandestinité depuis décembre, sous le pseudonyme de Maurice Tardif, est capturé à Verdun,. Sa sœur Jacinthe Lanctôt est elle capturée dans un logement rue Iberville dans l'est de Montréal avec deux fugitifs, Fernand Roy et Serge Nadeau,. Faute de preuves, on ne pourra inculper le trio pour l'attaque de Saint-Henri-de-Mascouche.
Le 30 août 1972, Reynald Lévesque et Jacques Millette sont capturés à la suite d'une chasse à l'homme après un hold-up de 10 000 $ dans une caisse populaire de l'est de Montréal. Relâchés sous caution, les deux felquistes sont pris en filature constante. Début novembre, une dizaine de suspects liés à deux cellules sont arrêtés, soient la cellule de Reynald Lévesque et une cellule sur la Rive-Sud. Reynald Lévesque et Jacques Millette seront condamnés à sept ans et six ans et demi de prison pour des attentats à la bombe et des hold-up.
Le 18 juin 1974, Normand Roy est appréhendé pour des opérations du F.L.Q. survenues en 1968-1969. Il était sous surveillance policière depuis son retour au Québec à l'automne 1972 après 3 ans d'exil. La police le soupçonnait d’être lié à une tentative de relance du flq à l'automne 1972 après la parution d'une deuxième édition du « journal interne » du F.L.Q., Organisons-nous. Il sera condamné à une peine de 30 mois de prison en juin 1975 pour trois attentats à la bombe du Réseau Geoffroy. Fin avril 1976, Gilles Choquette, Jacques Désormeaux et Jacques Senécal sont arrêter lors d'une opération policière contre un présumé complot du F.L.Q. visant les jeux olympiques,.
Au début des années 1980, la police arrête et accuse les 6 membres de la cellule Libération en relation avec l'enlèvement de Cross. Le 8 juillet 1980, Nigel Hamer est arrêté pour son rôle dans l’enlèvement de Cross. Il plaide coupable et est condamné à 12 mois de prison. Louise Lanctôt et Jacques Cossette-Trudel plaident coupables et sont condamnés à deux ans de prison pour leur part dans l'enlèvement. Ils sont libérés sur parole après huit mois de pénitencier. Marc Carbonneau est condamné à vingt mois de prison et trois ans de probation pour enlèvement, détention forcée, conspiration et extorsion. Yves Langlois est condamné à deux ans de prison moins un jour pour sa part dans l'enlèvement. Jacques Lanctôt a lui eu trois ans de prison. Le 15 février 1981, Pierre-Paul Geoffroy est libéré sous conditions après 12 ans d'incarcération. En septembre 1982 Paul Rose est le dernier membre du FLQ à sortir de prison. Raymond Villeneuve est le dernier felquiste à revenir d'exil en 1984.[réf. nécessaire]

### Après-FLQ
Les voies qu'empruntèrent deux des leaders du FLQ, Charles Gagnon et Pierre Vallières, à la « mort » du FLQ illustrent bien les tendances générales qui se profilaient. Les livres L'urgence de choisir et Pour un parti prolétarien qu'écrivirent respectivement Vallières et Gagnon résument bien leurs positions. Alors que Vallières embrassa la voie électoraliste, en joignant les rangs du Parti québécois, Gagnon s'engagea fermement dans la voie révolutionnaire en fondant le groupe marxiste-léniniste En lutte !. Dans les années 1970, peu d'anciens felquistes ou sympathisants felquistes suivirent Vallières qui d'ailleurs était assez isolé au PQ. Rejetant la « collaboration de classes », une bonne partie des ex-militants se joignirent au groupe de Charles Gagnon, rejetant le « nationalisme bourgeois ». Cela les conduisit même à faire la promotion du boycott du premier référendum sur la souveraineté du Québec.
Après la prise du pouvoir du Parti québécois en 1976, plusieurs militants felquistes exilés amorcèrent un retour au pays dans la perspective d’un référendum à venir sur l’indépendance du Québec. Raymond Villeneuve a été le dernier militant du FLQ à revenir d’exil en novembre 1984, après 16 ans passés à Cuba, en Algérie et en France,. Après avoir purgé une peine de 8 mois de prison, il a repris la lutte pour l’indépendance, militant au PQ et au Bloc québécois durant la campagne référendaire de 1995. À la suite de l’échec des indépendantistes le 30 octobre 1995, Villeneuve a fondé le Mouvement de libération nationale du Québec (MLNQ), qui a poursuivi la lutte indépendantiste sur le terrain en organisant, entre autres, chaque année une manifestation le 1er juillet à Québec (boycottée par les partis indépendantistes) afin de dénoncer la présence canadienne au Québec.
En 2001, Rhéal Mathieu, un membre de la BAF (Brigade d'auto-défense du français), qui en 1967 avait été condamné à neuf ans de prison pour activités terroristes, a été condamné de nouveau pour avoir essayé d'incendier trois cafés-restaurants Second Cup à Montréal. Mathieu visait le plus grand revendeur de café spécialisé du Canada pour l'usage par la compagnie de sa marque anglaise Second Cup. Il a été condamné à un mois de prison. Après la couverture des médias sur les bombes incendiaires, les Second Cup du Québec changèrent leur insigne pour Les cafés Second Cup pour ensuite revenir à leur nom d'origine en 2007.
Des annonces à l'effet que le FLQ renaîtrait de ses cendres sont lancées régulièrement depuis la disparition du mouvement. La plupart des militants indépendantistes familiers des groupes radicaux et les ex-felquistes ne croient pas cette renaissance possible, ni souhaitable.

## Médias et FLQ
Le mouvement radical pour l’indépendance du Québec lancé par le FLQ a fait couler beaucoup d’encre dans les journaux et médias québécois comme dans ceux du reste du Canada. Le FLQ a réussi à faire parler de lui grâce aux attentats qu’il a perpétrés ainsi que grâce à la diffusion de son manifeste sur Radio-Canada. Toutes les actions mises en œuvre par ce groupe ont eu pour conséquence de permettre au gouvernement de Pierre Elliott Trudeau d’instaurer la loi sur les mesures de guerre. Dans le cadre de ce travail, il sera question dans un premier temps de mettre en relation l’influence des médias d’information dans la crise d’octobre. Dans un deuxième temps, il sera question de la couverture médiatique par des médias francophones et anglophones sur l’intervention militaire et la loi sur les mesures de guerre.

### Crise d'Octobre
La crise d'Octobre fut un événement marquant de l’histoire du Québec. L’élément déclencheur de cette crise fut l’enlèvement d’un chargé d’affaires anglais par le FLQ, James Richard Cross et puis l'enlèvement de Pierre Laporte, alors ministre du Travail dans le gouvernement Robert Bourassa, et qui est assassiné. Cette crise a permis aux médias d’information d’être des acteurs importants, car ceux-ci ont joué le rôle de médiateur entre le gouvernement et le FLQ. C’est par eux que le FLQ a posé ses conditions aux gouvernements. C’est par eux que le gouvernement a répondu. Et c’est par eux que toute la population a suivi le déroulement des événements et a fait connaître ses propres réactions. Pour la part du FLQ, celui-ci ne communique qu’à travers les médias d’information et la radio pour faire parvenir son message au gouvernement et à la population. Par exemple, le FLQ demande de faire diffuser et publier son manifeste lors des négociations sur la libération de James Cross. Ensuite, la CKAC (une radio de Montréal) ainsi que Radio-Canada diffusent le 8 octobre 1970 le manifeste sur leurs ondes. La conséquence de cette diffusion fut positive pour le FLQ, car elle lui apporta une visibilité accrue dans les médias, mais d’un autre côté, elle n’a pas su toucher sa cible : la population québécoise. Au contraire, celle-ci ne fut pas attirée par ce que le FLQ proposait avec son manifeste. Bien à l’inverse, les aspirations radicales et violentes que le FLQ prônait n’intéressent pas les Québécois, d’où le rejet en masse de ce manifeste. Pendant cette crise d’octobre, les médias d’information deviennent comme cités ci-haut, importants pour le FLQ puisque c’est sa plateforme privilégiée pour communiquer. Cet engouement fait aux médias d’information crée « une certaine concurrence entre les différents médias en communiquant avec eux à tour de rôle. Il s’ensuit que les médias commencent à se surveiller les uns les autres, la compétition se fait féroce pour avoir l’information le premier et les journalistes vont même jusqu’à prendre une certaine distance vis-à-vis de la police, c’est-à-dire qu’ils font de leur nouvelle la priorité avant de remettre les documents aux autorités. » On assiste à une lutte entre les médias d’information au Québec pour l’obtention de messages émanant du FLQ pour être le premier à publier sans que la police puisse avoir accès à cette information en premier. Dans cette lutte nous pouvons distinguer plusieurs valeurs journalistiques qui ont pu indiquer les motivations pour la collecte d’information sur le FLQ. Les critères d’immédiateté et d’exclusivité qu’on retrouve dans la culture journalistique ont été des éléments qui ont pu influencer la lutte entre les médias d’information. Nous pouvons aussi ajouter l’argent, qui motive les directeurs de journaux à avoir de l’information en premier pour avoir l’exclusivité et ainsi vendre beaucoup plus de journaux. Le FLQ a su être capable d’utiliser les points faibles des médias pour avoir ce qu’il voulait. L’appât du gain et la notoriété ont été des éléments qui ont permis cette lutte.

### Couverture médiatique de l'intervention militaire et loi sur mesure de guerre
Les actions terroristes du FLQ ont forcé le gouvernement fédéral à intervenir pour mettre fin à la crise. Pierre Elliott Trudeau déclare la loi sur les mesures de guerre au Québec et envoie l’armée. 8 000 soldats de l’armée canadienne avaient été déployés à Montréal. Près de 500 personnes étaient arrêtées parce qu’elles étaient considérées comme suspectes par la police. Il s’agissait surtout de comédiens, chanteurs, poètes, écrivains, journalistes et syndicalistes qui étaient pour la plupart indépendantistes. Cette loi permettait au gouvernement de suspendre en partie la liberté d’expression et les libertés civiles tout en attribuant la permission aux policiers d’arrêter les personnes suspectées de faire partie ou d’avoir des liens avec le FLQ.

## Dans la culture populaire
- Film Bingo de Jean-Claude Lord (1974), Québec, Productions Mutuelles, 112 min.
- film documentaire La Liberté en colère de Jean-Daniel Lafond (1994), Québec.
- Film La Maison du pêcheur de Alain Chartrand (2013), Québec, Groupe PVP, 97 min.
- Film Corbo de Mathieu Denis (2015), Québec, Max Films, 119 min.
- Série documentaire Le dernier felquiste, de Flavie Payette-Renouf, Éric Piccoli et Félix Rose (2020), Club illico, 6 x 43 min.

### Crise d'Octobre
- Film Les Ordres de Michel Brault (1974), Québec, Productions Prisma, 108 min.
- Film Octobre de Pierre Falardeau (1994), Québec, Office national du film du Canada, 97 min.
- Série Octobre 70 (en) de Don McBrearty (2007) à Télé-Québec, 8 × 45 min.
- Série documentaire Octobre Noir (en) de Terence McKenna (scénariste) (2000) à CBC Television.
- Documentaire La belle province de Luc Cyr et Carl Leblanc (2000) à Télé-Quebec, 54 min
- Film Les Rois mongols de Luc Picard (2017), Québec, Téléfiction Distribution, 102 min.
- Film Les Rose, de Félix Rose (2020), Office national du film du Canada, 128 min.
- Série docu/fiction FLQ : La traque, de Guillaume Fortin (2000), Historia, 2 x 43 min.

## Publication
- La Cognée, 66 numéros d'octobre 1963 à avril 1967
- L'Avant-Garde, 5 numéros, 1966
- La Victoire, novembre 1967 a été 1968
- Délégation extérieure du FLQ, 6 numéros, automne 1970 à automne 1971
- Vaincre, 6 numéros, février à décembre 1971
- Organisons-nous, octobre 1971 et septembre 1972